# La regina della notte
La regina della notte (Cérémonie d'amour) è un film del 1987 diretto da Walerian Borowczyk.
Il film è tratto dal romanzo Tout disparaîtra di André Pieyre de Mandiargues.

## Trama
Sulle e sotto le strade di Parigi c'è solo lei: Miriam, la "prostituta sacerdotessa". Ennesima vittima, Hugo, un intellettuale irretito dai suoi occhi in metrò.